# Arthur Bieler
Arthur Bieler (* 1. August 1921 in Wien; † 21. Juni 2002) war ein österreichisch-amerikanischer Romanist.

## Leben
Arthur Bieler emigrierte als Verfolgter des NS-Regimes in die Vereinigten Staaten, studierte an der New York University (Bachelor 1944) und am Middleburg College (Magister 1951) und wurde 1953 an der Sorbonne promoviert mit der Thèse d’université: Le subjonctif dans les langues modernes, Allemand, Anglais et Français (ungedruckt). Von 1954 bis 1968 war er Professor am Oglethorpe College (heute: Oglethorpe University) in Atlanta und von 1968 bis zu seiner Emeritierung am (1966 gegründeten) York College, City University of New York.

## Veröffentlichungen
- (Hrsg. mit Oscar Alfred Haac und Monique Léon) Perspectives de France. 4 Bde. Prentice-Hall, Englewood Cliffs, NY 1965–1968, 1972, (zusätzlich mit Pierre Léon) 1983. (Vorwort von Robert Louis Politzer)
- (Hrsg. mit Oscar A. Haac) Actualité et avenir. A guide to France and to French conversation. Prentice-Hall, Englewood Cliffs, NY 1975.
- La Couleur dans Salammbô. In: The French Review 33, 1960, S. 359–370.